# U/17-EM i fodbold for kvinder 2021
U/17-EM i fodbold for kvinder 2021 (også kendt som UEFA Women's Under-17 Euro 2021) skulle have været den 14. udgave af U/17-EM i fodbold for kvinder. Færøerne blev udpeget som vært for turneringen, som oprindeligt skulle spilles mellem 2. og 14. maj 2021. I alt otte hold vil deltage i turneringen med spillere, der er født den 1. januar 2004 eller senere.
Tyskland er forsvarende mestre, da de vandt den sidste turnering, der blev afholdt i 2019, og eftersom 2020 udgaven blev aflyst på grund af coronaviruspandemien i Europa.
Den 18. december 2020 meddelte UEFAs eksekutivkomité, at turneringen blev aflyst efter samråd med alle 55 medlemslande på grund af Coronaviruspandemien.

## Kvalifikation
I alt 49 UEFA nationer tilmeldte sig konkurrencen, og med Færøerne der automatisk kvalificerer sig som værtsnation, skal de andre 48 hold konkurrere i kvalifikationen, der vil bestå af to runder: Kvalifikationsrunden, der skulle have fundet sted i foråret 2020, og Eliterunden, der skulle finde sted foråret 2021, for at finde frem til de sidste syv pladser i slutspillet. Men på grund af COVID-19 pandemien i Europa, har UEFA annonceret den 13. august 2020, at det i samråd med de 55 medlemsforbund er blevet afgjort, at kvalifikationsrunden vil blive udsat til februar 2021, og at eliterunden blev aflyst og erstattet af play-offs, der vil finde sted i marts 2021 mellem de 12 gruppevindere af kvalifkationen og de to bedste toere for at afgøre hvilke hold kvalificerer sig til slutspillet.

### Kvalificerede hold
Følgende hold kvalificerede sig til slutspillet.
| Hold     | Kvalifikationsmetode | Deltagelser | Sidste deltagelse | Tidligere bedste resultat |
| -------- | -------------------- | ----------- | ----------------- | ------------------------- |
| Færøerne | Vært                 | 1.          | —                 | Debut                     |
| TBD      | Play-off vindere     |             |                   |                           |
| TBD      | Play-off vindere     |             |                   |                           |
| TBD      | Play-off vindere     |             |                   |                           |
| TBD      | Play-off vindere     |             |                   |                           |
| TBD      | Play-off vindere     |             |                   |                           |
| TBD      | Play-off vindere     |             |                   |                           |
| TBD      | Play-off vindere     |             |                   |                           |

## Spillesteder
- Tórsvøllur, Tórshavn
- Svangaskarð, Toftir